# Ligamentum longitudinale anterius
Ligamentum longitudinale anterius, er et langt bindevævsstrøj der strækker sig langs hele rygsøjlens forflade fra tuberculum anterius (forfladen) af atlas til halebenet. Det er breddest nedadtil, og er ganske smalt oppe i halsen. Den består af flere lag af lodret-forløbende fiberstrøj. De yderste lag løber imellem 4-5 ryghvirvler, de midterste imellem 2-3 og de inderste imellem kun 2.